# Erazm Żmijewski
Erazm Żmijewski (ur. 17 stycznia 1911 w Warszawie, zm. 26 września 1999 tamże) – funkcjonariusz aparatu bezpieczeństwa PRL, pułkownik Milicji Obywatelskiej.

## Życiorys
Miał wykształcenie podstawowe. 20 lutego 1945 został mianowany szefem Powiatowego Urzędu Bezpieczeństwa Publicznego w Wejherowie (faktycznie rozpoczął służbę najwcześniej w połowie marca 1945, gdyż dopiero wówczas to miasto zostało zajęte przez Armię Czerwoną). 11 kwietnia 1945 został naczelnikiem Wydziału II Wojewódzkiego Urzędu Bezpieczeństwa Publicznego w Gdańsku. Od 21 sierpnia 1946 zastępca naczelnika Wydziału Personalnego WUBP w Gdańsku, od 1 listopada 1947 naczelnik Wydziału „A” WUBP w Gdańsku, od 1 lutego 1948 inspektor przy kierownictwie WUBP w Gdańsku. 1 lipca 1950 przeszedł do służby w MO jako pracownik Biura Dowodów Osobistych Komendy Głównej MO w Warszawie; 15 stycznia 1962 został szefem tego biura. Zwolniony 30 kwietnia 1966. Pochowany na cmentarzu Bródnowskim w Warszawie (kwatera 46G-2-8).

## Ordery i odznaczenia
Był odznaczony Złotym i dwukrotnie Srebrnym Krzyżem Zasługi, Medalem Zwycięstwa i Wolności 1945, Medalem 10-lecia Polski Ludowej, Odznaką Grunwaldzką i odznakami „10 Lat w Służbie Narodu” i „20 Lat w Służbie Narodu”.